# Katastrofa w Seveso
Katastrofa w Seveso – wypadek w zakładach przemysłowych, który nastąpił 10 lipca 1976 roku w godzinach południowych w zakładach chemicznych w Seveso, oddalonych o ok. 20 km na północ od Mediolanu w Lombardii we Włoszech. Skutkiem było największe odnotowane do tej pory wydzielenie do atmosfery 2,3,7,8-tetrachlorodibenzodioksyny (1) oraz w następstwie powstanie regulacji prawnych dotyczących kontroli zagrożeń poważnymi awariami związanymi z substancjami niebezpiecznymi, znanymi jako Dyrektywy Seveso II.

## Lokalizacja
Nazwa Katastrofa Seveso pochodzi od nazwy miejscowości Seveso, w której mieściły się zakłady w których doszło do katastrofy i które odczuły najmocniej wpływ katastrofy. W momencie katastrofy miasto zamieszkiwało około 17 tys. osób. Do obszarów skażonych dioksynami zalicza się także miejscowości Meda (19 tys. mieszkańców), Desio (33 tys.), Cesano Maderno (34 tys.). Zakłady przemysłowe, zlokalizowane w Medzie, były własnością firmy ICMESA (Industrie Chimiche Meda Societa Azionaria), będącą częścią grupy Givaudan, która z kolei należała do Hoffmann-La Roche (Roche Group).

## Przebieg reakcji chemicznych
W zakładach produkowany był 2,4,5-trichlorofenol (2), który uzyskiwano w reakcji aromatycznej substytucji nukleofilowej jednego z atomów chloru 1,2,4,5-tetrachlorobenzenu (1) grupą hydroksylową za pomocą wodorotlenku sodu. 2,3,4-Trichlorofenol jest pośrednim produktem w procesie otrzymywania heksachlorofenu  – środka przeciwbakteryjnego.
W celu uniknięcia konieczności stosowania wysokiego ciśnienia i ryzyka powstawania toksycznego produktu ubocznego, 2,3,7,8-tetrachlorodibenzodioksyny (TCDD, związek nr 3 na schemacie), który tworzy się w znaczących ilościach powyżej 170–180 °C, oraz uniknięcia niekontrolowanych reakcji egzotermicznych zachodzących pomiędzy reagentami powyżej 230 °C, jako rozpuszczalnik zastosowano wysokowrzący glikol etylenowy, do ogrzewania zastosowano parę wodną, a nie olej oraz zaprojektowano wodny układ chłodzący zdolny do zatrzymania reakcji w ciągu kilku minut.
Ponieważ reakcja otrzymywania trichlorofenolu musi przebiegać w temperaturze powyżej osiągalnej standardowo w reaktorze, którym dysponowały zakłady, w celu osiągnięcia odpowiednich warunków procesu zmodyfikowano układ reakcyjny. Para wodna wychodząca z turbiny generatora prądu zainstalowanego w zakładach została skierowana do cewki umieszczonej na górnej pokrywie reaktora chemicznego. Typowo, parametry pary wynosiły: ciśnienie 12 bar, temperatura 190 °C. W efekcie temperatura wewnątrz reaktora wynosiła 159 °C, blisko punktu wrzenia wynoszącego 160 °C.
Katastrofa chemiczna wystąpiła w chwili, gdy proces wsadowy został przerwany przed ukończeniem ostatniego etapu – usunięcia glikolu etylenowego z mieszaniny poprzez destylację. Wynikało to z regulacji prawnych obowiązujących we Włoszech, nakazujących wyłączanie wszystkich urządzeń na okres weekendu. Niektóre części zakładu już rozpoczęły wyłączanie w związku z zakończeniem swojej pracy w procesie, przez co gwałtownie spadło zapotrzebowanie na moc w całym zakładzie, powodując spadek obciążenia na turbinie, a w efekcie wzrost temperatury pary wylotowej do ok. 300 °C. Para wodna o tak znacznie podwyższonej temperaturze dotarła do reaktora, powodując wzrost temperatury. Z powodu braku kontroli parametrów pary operatorzy nie byli świadomi dodatkowego ciepła docierającego do reaktora. Podjęli więc decyzję o wyłączeniu mieszadeł wewnątrz reaktora. Spowodowało to nagromadzenie ciepła w górnej części reaktora, tuż pod pokrywą. Doprowadziło to do punktu krytycznego – zainicjowana została egzotermiczna reakcja uboczna. Późniejsze testy wykazały, że wbrew wcześniejszym ustaleniom, do jej zapoczątkowania wystarczała temperatura 180 °C aby się pojawiła, tj. o 50 °C mniej niż pierwotnie zakładano. Efektem była stopniowa utrata szczelności reaktora oraz wzrost temperatury do 230 °C siedem godzin później, kiedy to nastąpił gwałtowny wyciek.
Z powodu wzrostu ciśnienia otworzył się Zawór bezpieczeństwa zainstalowany w reaktorze, uwalniając do atmosfery 6 ton chemikaliów, które opadły na obszar 18 km², głównie w kierunku południowym. Pośród związków uwolnionych z reaktora znajdowało się ok. 1 kg TCDD. W prawidłowo prowadzonym procesie stężenie TCDD utrzymuje się na poziomie poniżej 1 ppm, jednak w podwyższonej temperaturze TCDD przekroczyło poziom 100 ppm.

## Skutki natychmiastowe
Obszar skażony podzielono na 3 strefy – A, B, R – według malejącego stężenia TCDD. Strefę A podzielono dalej na 7 podstref. Ludności zamieszkującej tereny skażone zalecono nie spożywać lokalnie uprawianych warzyw lub owoców.
- Strefa ‘A’ – skażenie TCDD > 50 µg/m², 736 mieszkańców
- Strefa ‘B’ – skażenie TCDD pomiędzy 5 a 50 µg/m², 4700 mieszkańców
- Strefa ‘R’ – śladowa ilość TCDD, mniej niż 5 µg/m², 31 800 mieszkańców

W ciągu kilku dni od katastrofy znaleziono ponad 3300 martwych zwierząt, głównie królików oraz drobiu. Wprowadzono prewencyjny ubój by zapobiec przedostaniu się TCDD do łańcucha pokarmowego. Do końca 1978 ponad 80 tys. zwierząt zostało ubitych w tym celu. 15 dzieci hospitalizowano z zapaleniem skóry. Do końca sierpnia 1976 strefa ‘A’ została wysiedlona oraz odgrodzona, ponad 1600 osób przebadano, zaś u 447 stwierdzono zmiany skórne lub trądzik chlorowy. Powstało także centrum doradcze dla kobiet w ciąży, jednak tylko 26 kobiet zdecydowało się na aborcję, którą uznano za legalną w związku z katastrofą. Kolejne 460 kobiet donosiło ciążę bez komplikacji, zaś u noworodków nie zaobserwowano deformacji bądź patologii.
Herwig von Zwehl (dyrektor techniczny ICMESA) oraz Paolo Paoletti (kierownik produkcji ICMESA) zostali aresztowani. Powołano dwie komisje rządowe celem zabezpieczenia i oczyszczenia terenów, którym przydzielono kwotę o równowartości 47 milionów dolarów USA. W ciągu kolejnych dwóch lat koszty wzrosły trzykrotnie.

## Badania nad krótko- i długotrwałymi skutkami zdrowotnymi
Studium przeprowadzone w 1991 roku, 14 lat po katastrofie, miało na celu oszacowanie wpływu na mieszkańców wystawionych na działanie dioksyn. Najbardziej zauważalnym efektem był trądzik chlorowy – 193 odnotowane przypadki. Innymi odnotowanymi skutkami były neuropatia oraz dysfunkcja wątroby. Nie odnotowano wystąpienia cięższych przypadków zatrucia dioksynami, głównie przez brak informacji na ich temat; brak dowodów na zwiększone ryzyko zatrucia dioksynami.
Studium opublikowane w 1998 roku stwierdza, iż trądzik chlorowy jest jedynym potwierdzonym objawem. Wcześniejsze badania dotyczące dysfunkcji wątroby, układu odpornościowego, osłabienia układu nerwowego oraz zdolności reprodukcyjnych nie dały jednoznacznych wyników.
Zaobserwowano wzrost śmiertelności z powodu chorób serca bądź układu krążenia, jednak sugeruje się głównie wpływ czynników psychospołecznych. Zaobserwowano wzrost zachorowań na cukrzycę. Analiza zachorowań na raka oraz następnie zgonów potwierdziła wzrost zachorowań na raka układu pokarmowego oraz chłoniaka. Wyników analizy nie można traktować jednoznacznie z powodu ograniczeń badań, takich jak: brak indywidualnych danych nt. zatrucia, krótki czas utajenia choroby oraz mała populacja dla poszczególnych typów raka.
W studium z roku 2001 zaobserwowano brak wzrostu zachorowań na raka. Jednak we wnioskach stwierdza się, iż dioksyny posiadają cechy kancerogenne dla ludzi oraz potwierdza hipotezę ich wpływu na układ krwionośny oraz układ hormonalny człowieka. Wydane w 2009 roku uaktualnienie potwierdza wzrost zachorowań na nowotwory tkanki limfatycznej oraz krwiotwórczej, a także raka piersi.

## Plan oczyszczania
W styczniu 1977 przygotowano plan pomocy materialnej, analizy naukowej, monitoringu medycznego oraz usuwania zanieczyszczeń. Wkrótce potem ICMESa rozpoczęła wypłatę pierwszych odszkodowań poszkodowanym. Wiosną 1977 zaczęty się pierwsze prace usuwania skażenia, zaś w czerwcu uruchomiono system monitorowania epidemiologicznego dla 220 000 mieszkańców. We wrześniu powołano Międzynarodowy Komitet Sterowniczy, w którego skład wchodzili specjaliści o międzynarodowej renomie, w celu zgromadzenia danych naukowych. W lutym 1984 Międzynarodowy Komitet Sterowniczy wydał ostateczny raport stwierdzający, iż „poza trądzikiem chlorowym, nie można potwierdzić wpływu TCDD na inne przypadki chorobowe”.